# Rodolphe de Genève
Rodolphe ou Raoul de Genève, né probablement vers 1220 et mort le 29 mai 1265, est comte de Genève (1252 à 1265), issu de la maison de Genève.

## Biographie

### Origine
Rodolphe ou Raoul est le fils du comte de Genève Guillaume II et de Alice/Alix de La Tour du Pin, issue d'une puissante famille originaire du Dauphiné, rivale des Savoie. Toutefois, l'historien Matthieu de La Corbière considère que celle-ci pourrait être issue de la famille de Faucigny. L'année de naissance de Rodolphe est inconnue. L'année 1220 est donnée comme point de repère.
La fratrie de Rodolphe est nombreuse, ses parents ont eu « sept fils vivants [...] et au moins une fille ». Parmi eux, on trouve plusieurs évêques : Amédée à Die (1245), Aimon à Viviers (1255), Robert à Genève (1276) et Gui à Langres (1266).
Le comte Guillaume afin d'éviter une alliance trop forte entre les seigneurs du Dauphiné et les Faucigny, marie son fils avec la fille d'Albert III, seigneur de La Tour du Pin et de Coligny, en juin 1241,. Elle est la sœur du dauphin du Viennois, Humbert Ier.

### Conflit avec Pierre de Savoie
En 1237, son père est à nouveau en conflit contre Aymon II de Faucigny qui reçoit le soutien de son beau-fils, Pierre de Savoie,. Au cours d'une trêve, Rodolphe capture Pierre, l'enlève et le blesse. Face à cet acte, la famille de Genève est condamnée à payer une amende considérable de 20 000 marcs d'argent,,,. Comme le comte de Genève ne peut payer, il donne en gage des biens fonciers et des châteaux,. En 1250, la somme n'est toujours pas remboursée, alors une seconde sentence est donnée, avec cette fois la mise en gage de la seigneurie d'Arlod, un point stratégique pour le comté de Genève,,. En effet, le château contrôle la frontière occidentale du comté de Genève.

### Succession
Son père meurt le 25 novembre 1252, à Domène, dans le Dauphiné,,,,. Rodolphe est désigné pour hériter du titre,. Son frère, Amédée, évêque de Die, est désigné pour être l'exécuteur testamentaire, il règle l'année suivante la répartition des biens entre la sœur et les six frères,. La convention de succession est réglée au château d'Annecy au début de l'année suivante. Rodolphe est investi et reçoit le soutien et l'hommage de ses puînés dans une convention du 8 janvier 1253, signée au château d'Annecy.

### Règne
Sa mère, Alix, lui donne, en 1256, s'il s'engage à payer ses dettes, le château de Cornillon, « tout le territoire du Bornant et le fief de Duing, ainsi que ses droits sur la vallée et les nobles des Clés (Cletarum) et sur le sénéchal d'Annecy ».
En janvier 1257, il fait la paix avec Simon de Joinville, à la condition que le fief de Mornay et les droits liés soient rendus puis qu'il les reprennent en prêtant hommage au comte de Genève, fils du sénéchal Simon de Joinville, qui a épousé Léonéte de Genève, dame de Gex, héritière du fief. Simon de Joinville a rendu hommage à Pierre de Savoie en janvier 1252, dont les auteurs considèrent comme une alliance entre le seigneur et le demi-frère de sa sœur,. Toutefois cette analyse de lien de parenté est remise en cause notamment par l'historien de La Corbière qui indique qu'il n'existe aucun acte n'attestant ce lien.
Il doit à la fin de l'année 1257 établir un compromis avec Henri, son seul frère laïc, quant aux droits de successions de leur père,.
Au cours du mois de mai 1260, Rodolphe doit subir une troisième sentence qui l'oppose à Pierre de Savoie en raison du non-règlement de l'ancienne dette,,. Le château de Charousse reste entre les mains de Pierre de Savoie, forçant ainsi le comte de Genève à lui rendre hommage, et le comte Rodolphe doit par ailleurs verser la somme de « deux mille livres viennoises, qui seront ajoutées aux dix mille marcs d'argent qu'il lui doit déjà ». La gagerie est augmentée « de tout ce que le comte possède depuis Seyssel jusqu'à Lausanne en passant par la Cluse, et depuis le pont de Tascon, en amont jusqu'aux limites de Genève ». Pierre de Savoie profite de la position de faiblesse de Rodolphe pour réclamer également sa part de droits sur le comté de Genève, qu'il avait obtenu de Ebal de Genève, fils du comte Humbert que son père Guillaume avait écarté de la succession. Ebal avait ainsi cédé et donné à son cousin Pierre de Savoie, dans son testament du 12 mai 1259, « tous les droits et actions réelles ou personnelles, tacites ou expresses, à titre héréditaire ou autrement, qu'il peut ou doit avoir sur le comté de Genevois. En outre il le constitue son héritier pour les dits droits, afin qu'il puisse en user et les défendre comme étant sa chose propre. »,,.
Le même jour, il doit répondre d'une autre sentence contre ses vassaux ou des seigneurs voisins.
En 1262, il rend hommage pour le péage de Saint-Maurice, situé en Chablais, ainsi que pour les châteaux de Saint-Claude, situé à Saint-Cassin et de Charousse, dans la haute-vallée de l'Arve, au comte de Savoie Boniface. L'année suivante, Pierre de Savoie devient comte à la mort de son neveu. Rodolphe doit lui prêter hommage pour les différentes possessions tenues de la maison de Savoie,,.
Il semble qu'il soit le premier prince de Genève à mettre en place une administration ainsi que des châtellenies à partir de mars 1257.

### Fin de règne et succession
Le comte Rodolphe meurt le 29 mai 1265,. Ses deux fils, Aymon, puis Amédée lui succèderont.

## Famille
Rodolphe épouse, en 1241, Marie de Coligny, dame de Varey en Bugey, fille d'Albert III, seigneur de la Tour du Pin, et de Béatrix dame de Coligny,,,. Ils ont sept enfants.
Deux des fils, le premier Aymon († 18 novembre 1280) et le quatrième Amédée († 22 mai 1308), deviendront à leur tour comte de Genève.
Guy († 1294) est le second fils du comte. Il est chanoine de Langres, puis archidiacre du Dijonnais de 1282 à 1294. Il semble avoir été trésorier de la collégiale royale Saint-Fraimbourg de Senlis,. Le troisième fils, Henri († 1296), fait une carrière ecclésiastique et devient évêque de Valence en 1283, toutefois l'élection est cassée par le pape Martin IV,. Il devient archevêque de Bordeaux de 1289 à 1296. Son jeune frère, cinquième de la fratrie, Jean († 1297), devient prieur de Nantua, puis abbé de Saint-Seine (1280-1283) avant d'être choisi comme évêque de Valence de 1283 à 1297,,.
Enfin, le couple a au moins une fille vivante, Marguerite (1266 - 8 décembre 1322), qui épouse en 1288 Aymar ou Adhémar de Poitiers, comte de Valentinois et de Diois,,.